# 8トラック
通称で8トラック（英: eight-track）や8トラック・カートリッジ（・テープ）（英: eight-track cartridge (tape)）と呼ばれたものの正式名称はStereo 8といい、8トラック方式でカートリッジ式の磁気テープ、およびその再生装置を指すために使われた名称であり、1960年代半ばから1980年代にかけてかなり広く使われたものである。2トラックのステレオチャンネルが4つあり、合計8トラックの信号が録音されていた。日本では略して俗に「8トラ」（ハチトラ）とも呼ばれた。

## 概要
自動車用ラジオを世界で初めて実用化し、後にリアジェットを創業した発明家のビル・リア（ウィリアム・パウエル・リア・ジュニア, William Powell Lear Jr.）が中心となり、米RCAビクター社（現：米ソニー・ミュージックエンタテインメント）をはじめとする数社のコンソーシアムによって、1965年にステレオ録音された音楽を手軽に再生できるメディアとして開発された。→#歴史
主たる想定用途はカーオーディオでの使用である。
当時広く普及していたオープンリール式のテープレコーダーは自家用車で気軽に使うには取扱いが不便であり、また1962年に開発されていたコンパクトカセット（カセットテープ）は、テープ幅の狭さなどから当時は会議記録等のモノラルでの会話録音が想定用途で、音楽用メディアとして認識されていなかったことが、8トラックの開発の背景にある。
ステレオ再生であることも8トラックの特徴のひとつであるが、エンドレス再生、つまり終わり無くどれだけでも再生しつづけることができる、ということも8トラックの大きな特徴であり、コンパクトカセットのようにテープの終端になったら巻き戻さなければならない（あるいは裏返さなければならない）という煩わしさが無い、という特徴がある。
おもにミュージックテープとしてレコード会社から楽曲が録音済みのカートリッジが販売されていた。本来のカーオーディオ用途で、アメリカ合衆国、イギリス、カナダ、ニュージーランド、オーストラリア、メキシコ、スペイン、フランス、ドイツ、イタリア、日本において広く使われた。
また日本ではカーオーディオ用途に加えて、カラオケ装置での音楽再生や、路線バスの車内放送（停留所案内）など業務用途に用いられた。
8トラックは再生専用に特化した傾向の強いメディアである。一部メーカーからは録音も可能な録音再生機も据え置き型で（つまりカーオーディオ以外として）一応は発売されていたものの、こちらは一般化しなかった。

## 歴史
前史
8トラックに先行し8トラックに影響を与えた技術としてはen:Bernardo Cousinoが発明したエンドレステープ・カートリッジ（en:endless tape cartridge）があった。Cousinoは特許も取得し（アメリカ特許番号 :US2804401A）、1952年にAudio Vendor社から発売された。
その後、Cousinoは既存のテープレコーダーで使えるプラスチック製のケース（カートリッジ）を開発した。これはJohn Herbert Orrによって市場に投入され「Orrtronic Tapette」と呼ばれた。
上述のCousinoのエンドレステープやプラスチック製ケースに着想を得て、1953年にジョージ・イーシュ（en:George Eash）がフィデリパック・カートリッジ（Fidelipac cartridge）あるいはNABカートリッジ（NAB cartridge）と呼ばれるものを発明した。これは自動応答システムで音声を流し続けるのに使われ、またMuntz社の4トラック方式のen:Stereo-Pakやモノラル方式のさまざまなバックグラウンドミュージック・システムに採用され、1960年代から1990年代にかけて使われることになった。

### 8トラック・カートリッジの発明

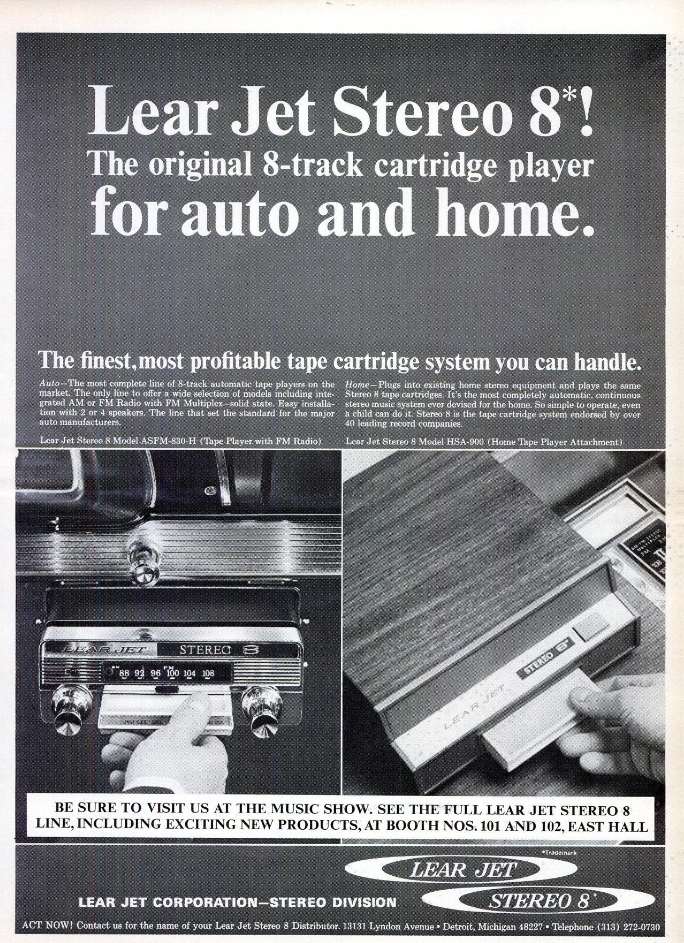
Lear Jet Stereo 8 の広告（ビルボード誌 1966年7月16日号掲載）

「Lear Jet Stereo 8 cartridge」は、1963年、ビル・リアの指揮のもと、リアジェット・コーポレーションのRichard Krausによって設計された。先行したイーシュのフィデリパックからの主な改良点は、フィデリパックでは再生機の一部であったネオプレーンラバーおよびナイロンでできたピンチローラーを、カートリッジの一部になるよう変更したことであった。これにより機構の複雑さを軽減させた。ビル・リアはまた、フィデリパックにあったテープテンション機構やスリップ防止機構なども取り除いた。というのは、Muntz社のStereo-Pakは機構が複雑すぎたことが災いして、しばしばジャミング（テープからまり）を引き起こしたからである。そしてリアはトラック数をStereo-Pakの4トラック方式から倍増させ、8トラックとし、これにより録音時間を倍増させまずは80分を実現し、さらに後には、100分に延長することに成功した。

## カートリッジの構造
媒体は幅6.35mm（1/4インチ）の磁気テープの始端と終端をつないだエンドレス式テープである。テープは1個のリールに巻かれ、リール最内周から引き出されたテープが、カートリッジケースの再生用の窓部分を経てリール最外周に巻き取られる構造になっている。リールはテープの引き出しによって受動的に回転し、カートリッジ外部からは直接駆動されない。テープ速度は毎秒9.5cm（3.75インチ）に設定されている。その構造上、テープとリールの逆回転は不可能であり、また、早送り・巻き戻しも不可能である。
ミュージックテープとして市販されていた初期のカートリッジには、持ち運ぶ際、VHSビデオカセットなどと同じく振動で弛まないように、リールハブロック機構があった。この機構はプレーヤーに差し込むと解除される仕組みである。1980年代に入ると、市場ではカラオケテープしか販売されなくなったので、頻繁に持ち運ぶ理由が無くなったためか、ハブロック機構は消滅した。
構造上早送りによる曲の頭出しが出来ないため、トラックを切り替えることで楽曲プログラムを選択する。4つのプログラムが1本のテープに平行して録音されている。カーステレオ用8トラックデッキの場合、再生ヘッドは2トラックのみであるが、テープをつなぐアルミ箔製のセンシングテープを検出して、再生ヘッドを自動的にテープ幅方向に移動する機構により、全トラックを連続的に再生する。
欠点として、エンドレス構造とテープを介したリール駆動が理由で、テープには恒常的に無理な負荷がかかりがちになり、切断が発生しやすい点があげられる。補修する場合でも、カートリッジ開封後にテープをリールへ正しくセットすることが難しいため、レコード会社などが8トラックテープを補修する業務を請け負っていた時期もあった。
4トラックやその元となったフィデリパックと異なり、カートリッジ内にピンチローラーを内蔵している。このローラー表面にある合成ゴムが経時的に劣化しやすく、テープに癒着しがちである。そのため現存するテープも、経年したものは再生不能に陥っている場合が多い。

## 衰退
1970年時点のカーステレオの価格は、8トラックセットの方が比較的安価であった（三洋電機製品の例では、8トラックタイプが26000円、カセットタイプが36800円）。しかし、1970年代後半以降、メディア・デッキとも8トラックより安価で、長時間録音可能なコンパクトカセットが音質や耐久性を向上させ、ステレオ録音も可能となって年を追うごとに幅広く普及した。
そうした背景もあって、カーステレオ用のメディアとしてはコンパクトカセットに駆逐されるかたちで徐々に衰退した。それでも、巻き戻し不要（一方向回転のみで巻き戻し不可能）の特徴は、カラオケ用や業務用自動アナウンス（路線バスなどの車内放送）等に適していたことから、1980年代後半までは、8トラックはまだ広範囲で用いられていた。
しかしその後、リピート再生やランダムアクセスが容易なコンパクトディスクやレーザーディスク、ミニディスク、フラッシュメモリ（例：SDメモリーカード、USBメモリ等）などといった代替メディアが普及、またアナウンス用途でも、8トラックより効率的な音声合成による自動放送が出現するに至った。その結果、極一部の愛好家を除き、8トラックの用途は完全に廃れ、現在は録音・再生機器およびテープの生産・販売は既に終了した。